# Paolo il caldo
Paolo il caldo è un romanzo di Vitaliano Brancati, ambientato a Catania e a Roma a cavallo della seconda guerra mondiale e basato sulla tematica della passione sessuale e della lussuria, talvolta sfrenata e morbosa.
Dal romanzo è stata tratta un'omonima pellicola cinematografica, ispiratrice a sua volta della parodia Paolo il freddo, con protagonisti i cineasti, siciliani anche loro come Brancati, Franco Franchi e Ciccio Ingrassia.

## Storia editoriale
Il romanzo è pubblicato nel 1955, un anno dopo la morte dell'autore. La sua pubblicazione era stata autorizzata da Brancati in una nota scritta due giorni prima di morire, nella quale avvertiva che il libro era rimasto incompiuto degli ultimi due capitoli.
Nonostante il romanzo ci sia pervenuto non concluso, si avverte subito che esso non sfigura affatto col resto dell'opera brancatiana e soprattutto che l'idea della vita, in esso espressa, è profondamente cambiata da quella che animava i romanzi precedenti.
Se nel Don Giovanni in Sicilia lo slancio sensuale era pieno di allegria e ne Il bell'Antonio la vicenda aveva ancora una sostanziale intonazione burlesca, in Paolo il caldo le cose cambiano e la sensualità di Paolo Castorini ha qualcosa di ossessivo e tragico.
Anche in questo romanzo la forma è limpidissima anche se si nota, al confronto con gli altri due libri, una maggiore propensione all'analisi e al discorso indiretto.

## Edizioni
- Paolo il caldo, Introduzione di Alberto Moravia, Milano, Bompiani, 1955.
- Paolo il caldo, Introduzione di Geno Pampaloni, Prefazione di A. Moravia, Collana Gli Oscar n.400, Milano, Mondadori, maggio 1972.
- Paolo il caldo, Introduzione di Massimo Onofri, Collana I grandi tascabili, Milano, Bompiani, 1993, ISBN 978-88-452-2021-0.
- Paolo il caldo, a cura di A. Di Grado, Collana Oscar Scrittori del Novecento n.1773, Milano, Mondadori, 2001, ISBN 978-88-044-9542-0. - Collana Oscar Moderni n.198, Mondadori, 2018, ISBN 978-88-047-0132-3.
- Paolo il caldo, Prefazione di Matteo Collura, Collana I Grandi Romanzi Italiani n.26, Milano, Corriere della Sera-RCS Quotidiani, 2003.